# サガン -悲しみよ こんにちは-
『サガン -悲しみよ こんにちは-』（原題：Sagan）は2008年のフランス映画。ベストセラー作家のフランソワーズ・サガンの波乱万丈の人生を描いた伝記映画。

## ストーリー
1954年、フランソワーズ・コワレーズ（＝サガン）は18歳の若さで小説『悲しみよこんにちは』を出版し、ベストセラー作家となり、莫大な富と名声を得る。次々と話題作を出版するサガンであったが、連日友人と豪遊したり、自動車事故を起すなどして私生活は乱れていった。

## キャスト
- シルヴィー・テステュー - フランソワーズ・サガン
- ピエール・パルマード（フランス語版） - ジャック・シャゾ
- ジャンヌ・バリバール - ペギー・ロッシュ
- アリエル・ドンバール - アストリッド
- リオネル・アベランスキ（フランス語版） - ベルナール・フランク
- ギヨーム・ガリエンヌ - ジャック・コワレ
- ドゥニ・ポダリデス - ギイ・シェレール
- サミュエル・ラバルト
- シルヴィ・ラグナ（フランス語版）
- マルゴ・アバスカル（フランス語版） - フロランス・マルロー
- グウェンドリン・アモン（フランス語版）
- シャルタル・ヌーヴィル（フランス語版）
- アレクシア・ストゥレシ（フランス語版）
- ウィリアム・ミラー (俳優)（英語版）
- ベルナール・クロンベイ（フランス語版）
- アレクシ・ミシャリク（フランス語版）

## スタッフ
- 監督：ディアーヌ・キュリス
- 脚本：ディアーヌ・キュリス、マルティンヌ・モリコニ、クレール・ルマレシャル
- 撮影：ミシェル・アブラモヴィッチ
- 衣装：ナタリー・デュ・ロスコー
- 作曲：アルマンド・アマール
- 美術：マキシム・ルビエール
- 編集：シルヴィ・ガドゥメール
- 録音：トミニク・ルヴェール、ギヨーム・ブシャトー、クリスチャン・フォンテーヌ
- キャスティング：ジェラール・ムレヴリエール
- 装飾：アレクサンドラ・ラッセン

- 字幕：古田由紀子
- 字幕協力：河野万里子